# Daniel Baldwin
Daniel Leroy Baldwin (Massapequa, 5 oktober 1960) is een Amerikaans acteur, filmproducent en filmregisseur. Hij is de op een na oudste van de gebroeders Baldwin. Bij het grote publiek is hij vooral bekend geworden door zijn rol van detective Beau Felton in de televisieserie Homicide: Life on the Street. Als filmacteur is hij bekend van onder andere Ned Blessing: The True Story of My Life (1992), Mulholland Falls (1996), Vampires (1998), The Pandora Project (1998), Stealing Candy (2002), Paparazzi (2004), en Grey Gardens (2009).

## Biografie

### Jonge jaren
Baldwin werd geboren als zoon van Carol Newcomb (geboortenaam Martineau) en Alexander Rae Baldwin, Jr. Zijn moeder was oprichter van het Carol M. Baldwin Breast Care Center en zijn vader docent geschiedenis/sociale studies aan een middelbare school. Zijn familie was van Ierse en Franse komaf en van huis uit katholiek.
Behalve zijn drie broers, Alec (1958), William (1963) en  Stephen (1966), heeft Baldwin nog twee zussen: Beth Baldwin Keuchler (1955), en Jane Baldwin Sasso (1965). In 1979 studeerde Baldwin af aan de Alfred G. Berner High School.

### Acteercarrière
Baldwin maakte zijn acteerdebuut in de televisiefilm Too Good to Be True in 1988. Hierna volgden bijrollen in de films Born on the Fourth of July (1989), Harley Davidson and the Marlboro Man (1991) n Hero (1992). In 1990 maakte hij zijn televisiedebuut in de sitcom Sydney.
In 1993 kreeg Baldwin de rol van detective Beau Felton in  Homicide: Life on the Street. Hiermee brak hij definitief door als acteur. Ondanks goede recensies verliet Baldwin de serie na drie seizoenen. Hij ging zich weer bezighouden met televisiefilms als Attack of the 50 Ft. Woman, Family of Cops, en Twisted Desire, en bioscoopfilms als Mulholland Falls en Trees Lounge.
In 1998, zou hij de romantische komedie  'It Had to Be You' gaan regisseren, maar deze taak ging uiteindelijk naar Michael Rispoli.  In 2000 vertolkte hij nog eenmaal de rol van Beau Felton in Homicide: The Movie. In 2008 tekende hij voor de rol van Julius Krug in de film Grey Gardens.
In 2005 was Baldwin te zien in de realityserie Celebrity Fit Club. Hij was teamcaptain van de Eastsiders. In 2008 was hij te zien in de realityserie Celebrity Rehab with Dr. Drew.
In 2009 verhuisde Baldwin naar Portland, Oregon, om een eigen productiebedrijf genaamd Grilletto Entertainment te beginnen.

### Persoonlijk leven
In 1984 kreeg Baldwin met zijn eerste vrouw, Cheryl, een dochter.
In 1990 trouwde hij met actrice Elizabeth Baldwin. Samen kregen ze in 1994 een dochter. In 1996 liep dit huwelijk stuk.
Baldwin had meer dan 10 jaar een relatie met Isabella Hofmann, een collega van hem uit Homicide: Life on the Street. Samen hebben ze een zoon.
Tot 2011 was Baldwin getrouwd met Joanne Smith-Baldwin, een voormalig Brits model. In 2008 kregen ze een dochter, gevolgd door een tweede dochter in 2009. In 2011 liep dit huwelijk ook stuk.

### Arrestaties
In 1998 werd Baldwin opgepakt wegens cocaïnebezit en voor het feit dat hij naakt door de gangen van het New York’s Plaza hotel had gerend. Hij pleitte schuldig en werd veroordeeld tot 3 maanden in een afkickkliniek. In een interview met People Magazine gaf Baldwin toe al sinds 1989 met drugsproblemen te kampen.
Op 22 april 2006 werd Baldwin gearresteerd na een telefoontje van een vrouw die beweerde door hem bedreigd te zijn in het Ocean Park Motel in Santa Monica. Er werd echter geen aanklacht tegen hem ingediend door de autoriteiten. Op 19 juli 2006 werd Baldwin weer gearresteerd, ditmaal vanwege het negeren van een rood stoplicht, te hard rijden, en het veroorzaken van een botsing in West-Los Angeles.
Op 7 november 2006 werd Baldwin verdacht van het stelen van een witte GMC Yukon SUV. De auto bleek toe te behoren aan een kennis van Baldwin. De aanklacht werd uiteindelijk ingetrokken.
Op 6 februari 2007 werd een arrestatiebevel tegen Baldwin uitgevaardigd door de Orange County Superior Court, omdat hij niet was op komen dagen bij een rechtszaak omtrent een beschuldiging van autodiefstal. Baldwin zelf was toen in Detroit voor filmopnames. Op 20 februari gaf hij zichzelf aan bij de politie en pleitte onschuldig aan de aanklacht. Hij werd op borgtocht vrijgelaten.

## Filmografie

### Acteur
- Too Good to Be True (1988, tv) .... Leif
- Family Ties (1 aflevering, 1989) .... Holworthy
- Charles in Charge (1 aflevering, 1989) .... Daryl Furman
- CBS Summer Playhouse (1 aflevering, 1989) .... Guppie
- L.A. Takedown (1989, tv) .... Bobby Schwartz
- Born on the Fourth of July (1989) .... Vet #1 - Democratic Convention
- Sydney (1990) (televisieserie) .... Cheezy
- Nothing But Trouble (1991) .... Dealer #1 (Artie)
- Harley Davidson and the Marlboro Man (1991) .... Alexander
- The Heroes of Desert Storm (1991, tv) .... Sgt. Ben Pennington
- Knight Moves (1992) .... Det. Andy Wagner
- Ned Blessing: The True Story of My Life (1992, tv) .... Ned Blessing
- Hero (1992) (as Daniel Leroy Baldwin) .... Fireman Denton
- Attack of the 50 Ft. Woman (1993, tv) .... Harry Archer
- Homicide: Life on the Street (1993, televisieserie) ....ED
- Det. Beau Felton (1993–1995)
- Dead on Sight (1994) .... Caleb Odell
- Car 54, Where Are You? (1994) .... Don Motti
- Bodily Harm (1995) .... Sam McKeon
- A Family of Cops (1995, tv) .... Ben Fein
- Yesterday's Target (1996) .... Paul Harper
- Mulholland Falls (1996) .... McCafferty
- Trees Lounge (1996) .... Jerry
- Twisted Desire (1996, tv) .... William Stanton
- The Invader (1997) .... Jack
- Love Kills (1998) .... Danny Tucker
- Fallout (1998) .... J.J. 'Jim' Hendricks
- Desert Thunder (1998) .... Lee Miller
- Vampires (1998) .... Montoya
- Phoenix (1998) .... James Nutter
- The Pandora Project (1998) .... Captain John Lacy
- The Treat (1998) .... Tony
- On the Border (1998) .... Joe Wagner
- Wild Grizzly (1999, tv) .... Harlan Adams
- Active Stealth (1999) .... Captain Murphy
- The Outer Limits (1 aflevering, 1999) .... Dan Kagan
- Water Damage (1999) .... Paul Preedy
- Silicon Towers (1999) .... Tom Neufield
- Tunnel (2000) .... Seale
- Silver Man (2000) .... Eddy
- Net Worth (2000) .... Robert Freedman
- Fall (2000) .... Anthony Carlotti
- Double Frame (2000) .... Det. Frank Tompkins
- Homicide: The Movie (2000, tv) .... Det. Beau Felton
- Killing Moon (2000, tv) .... Frank Conroy
- Gamblin (2000) .... Pike
- In Pursuit (2001, direct-to-video) .... Rick
- Twice in a Lifetime (1 aflevering, 2001) .... Roger Hamilton/Dr. Lenny Shalton
- Ancient Warriors  (2001) .... Jasper 'Jaz' Harding
- Stealing Candy (2002) .... Walt Gearson
- Dynamite (2002) .... Alpha
- Bare Witness (2002, direct-to-video) .... Det. Killian
- NYPD Blue (1 aflevering, 2002) .... Det. Frank Hughes
- Touched by an Angel (1 aflevering, 2002) .... Buzz
- Open House (2003, tv) .... King
- King of the Ants (2003) .... Ray Mathews
- Water's Edge (2003) .... Mayor Block
- Vegas Vampires (2003) .... Detective Burns
- The Real Deal (2004) .... Vince Vasser
- Irish Eyes (of Vendetta: No Conscience, No Mercy) (2004) .... Sean Phelan
- Paparazzi (2004) .... Wendell Stokes
- Anonymous Rex (2004, tv) .... Ernie Watson
- Sidekick (2005) .... Chuck
- Boardwalk Poets (2005) .... Russo
- Our Fathers (2005, tv) .... Angelo DeFranco
- I'll Be There with You (2006) .... Constantine
- Final Move (2006) .... Jasper Haig
- The Beach Party at the Threshold of Hell (2006) .... Clark Remington
- Shut Up and Shoot! (2006) .... unknown role
- The Sopranos  (2 afleveringen, 2007) ....  Himself/Sally Boy
- The Devil's Dominoes (2007) .... Sheriff Farley
- Moola (2007) .... Harry
- The Blue Rose (2007) .... Eddie
- Little Red Devil (2008) .... Luc Tyer
- A Darker Reality (2008) .... The Ghost
- Born of Earth (2008) .... Danny Kessler
- The Closer (1 aflevering, 2008) .... Mark Yates
- Grey Gardens (2009) .... Julius Krug
- Shadowheart (2009) .... Mr. McKinley
- Cold Case (7 afleveringen, 2009–2010) ..... Moe Kitchener
- I'm a Celebrity... Get Me out of Here! (2009) (televisieserie) .... Himself
- Double Tap (2010) .... Zoltan Niemand
- Nine Dead (2010) .... Det. Seager
- The Truth (2010) .... Gabriel's Father
- Ashley's Ashes (2010) .... Bloom
- Operation Belvis Bash (2010) .... Namco Douglas
- Death and Cremation (2010) .... Bill Weaver
- Stripperland (2010)
- Christmas with a Capital C (2010) .... Mitch Bright

### Regisseur
| Film   | Jaar |
| ------ | ---- |
| Tunnel | 2000 |
| Fall   | 2000 |
| Dan    | 2001 |